# Fallotoksyny

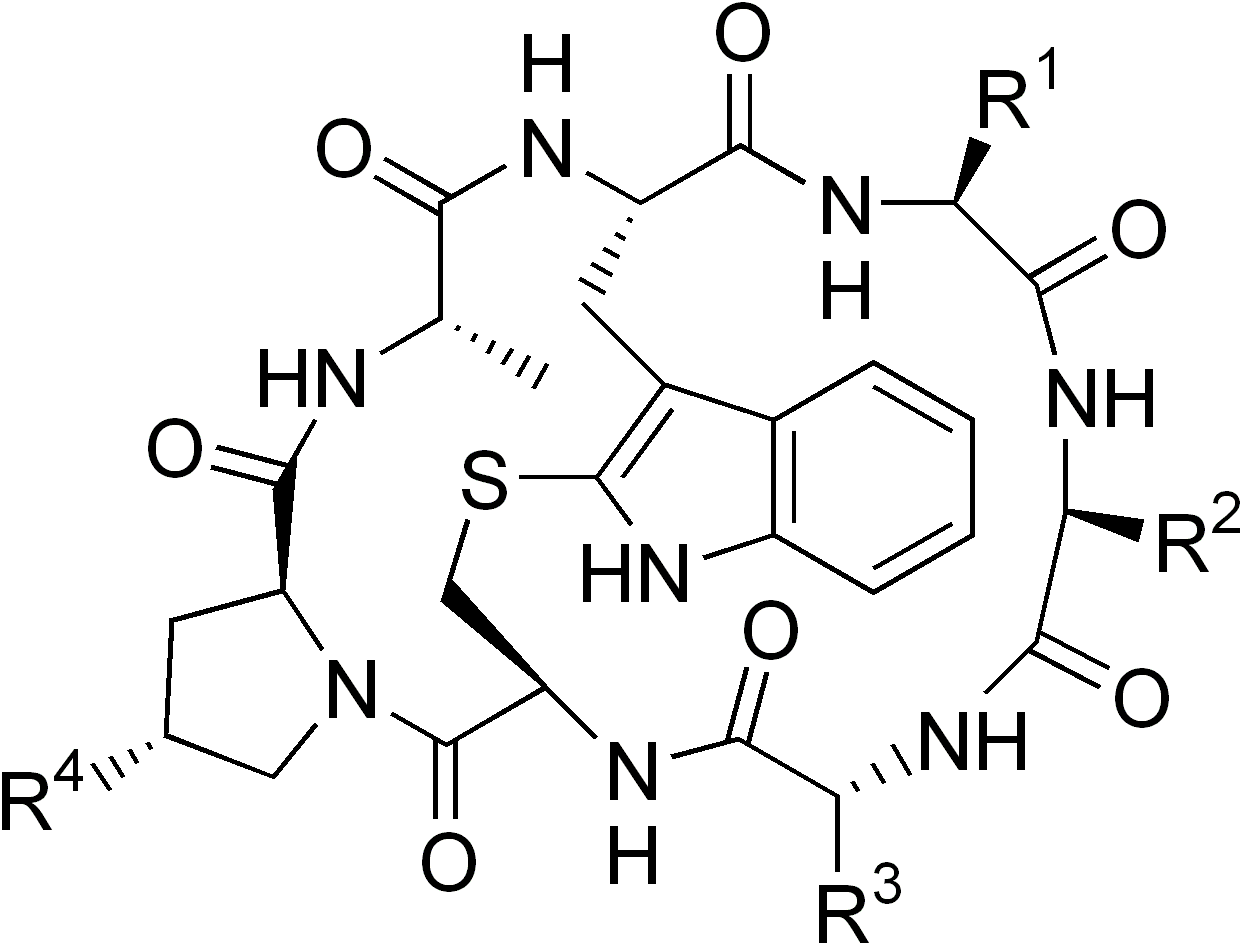
Podstawowy szkielet fallotoksyn

Fallotoksyny – grupa silnie trujących organicznych związków chemicznych, występujących w muchomorach, głównie w muchomorze zielonawym (Amanita phalloides). Po dostaniu się do organizmu, uszkadzają wątrobę, nerki, śledzionę, serce i układ nerwowy.
Są to cykliczne oligopeptydy, zbudowane z siedmiu reszt aminokwasowych (o konfiguracji D i L), spiętych dodatkowym łącznikiem zawierającym grupę indolową i mostek siarkowy. Mają budowę zbliżoną do amanitotoksyn, dłuższych od fallotoksyn o jedną resztę aminokwasową.
Dotychczas wyizolowano sześć biologicznie aktywnych fallotoksyn. Do grupy fallotoksyn zaliczane są:

Falloidyna (najbardziej toksyczna)
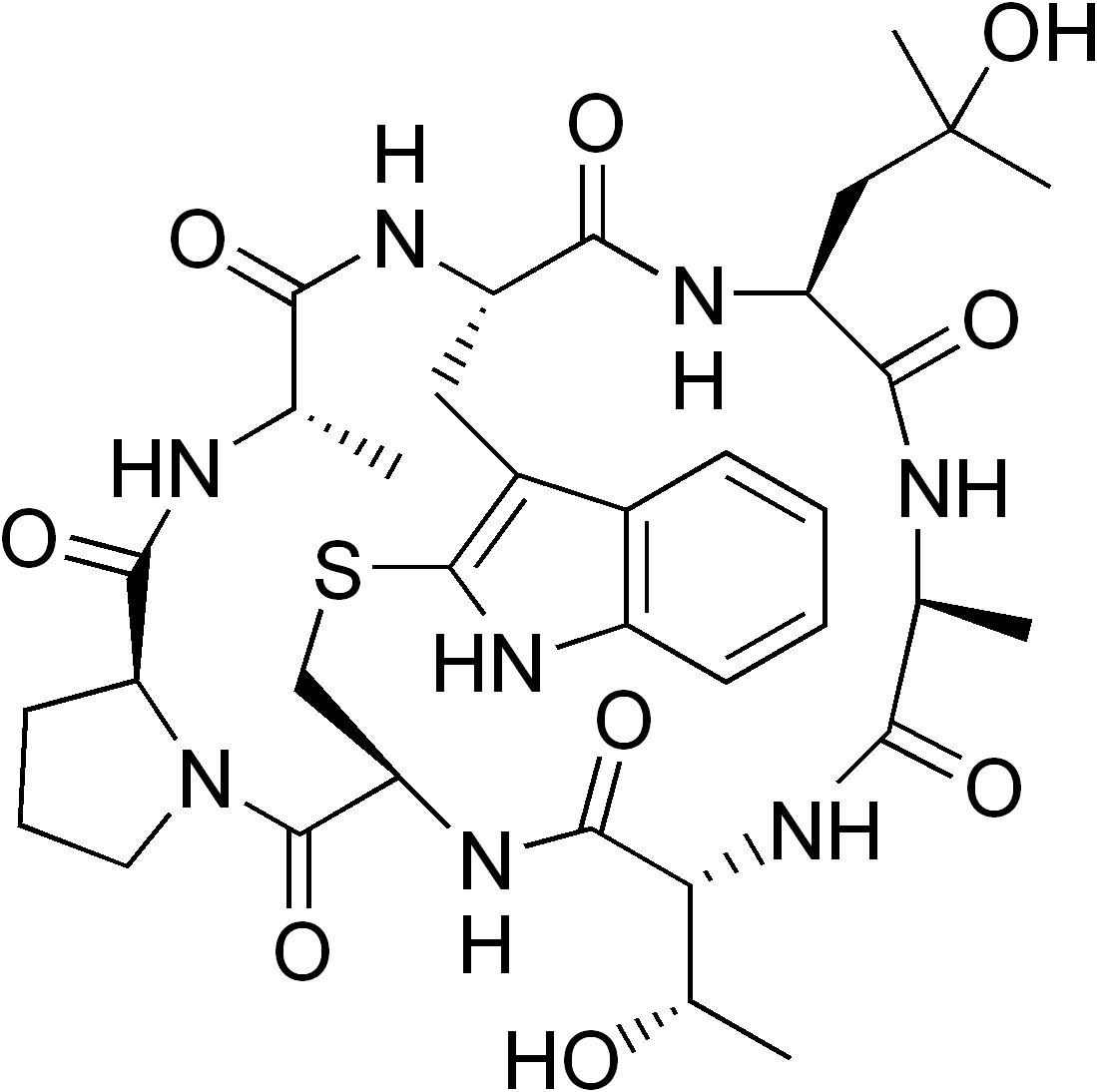
Profalloina (praktycznie nietoksyczna)
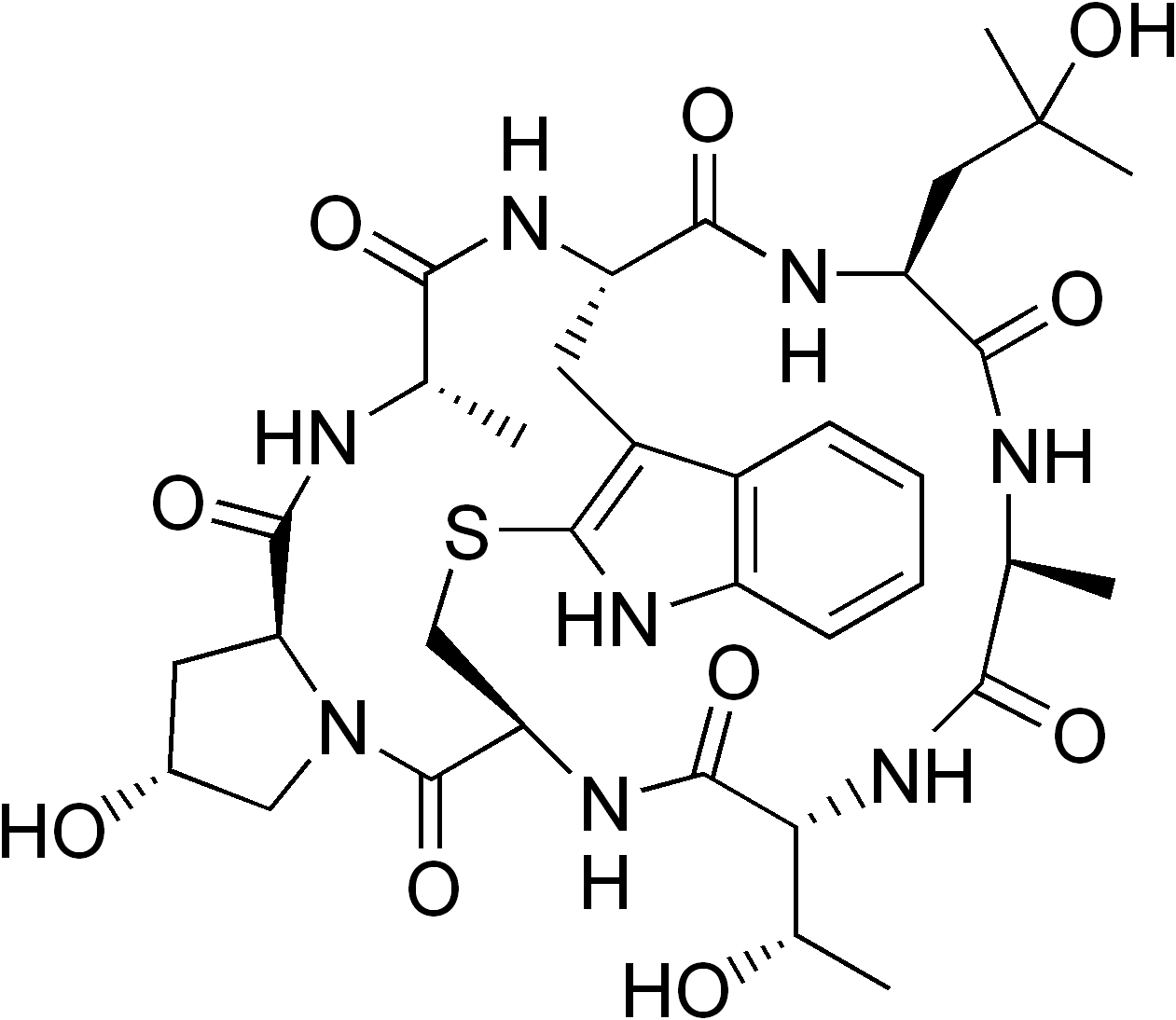
Falloina
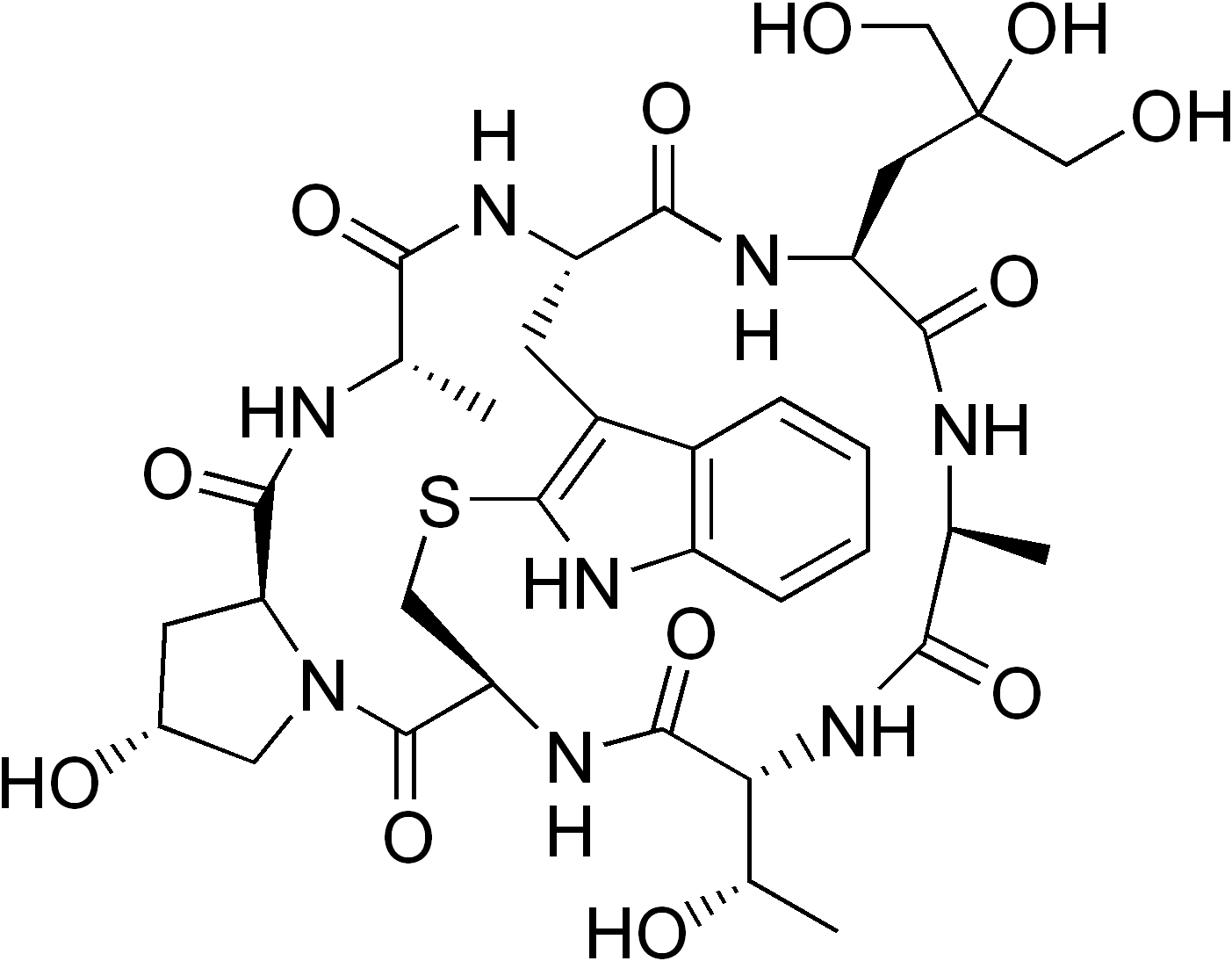
Fallizyna
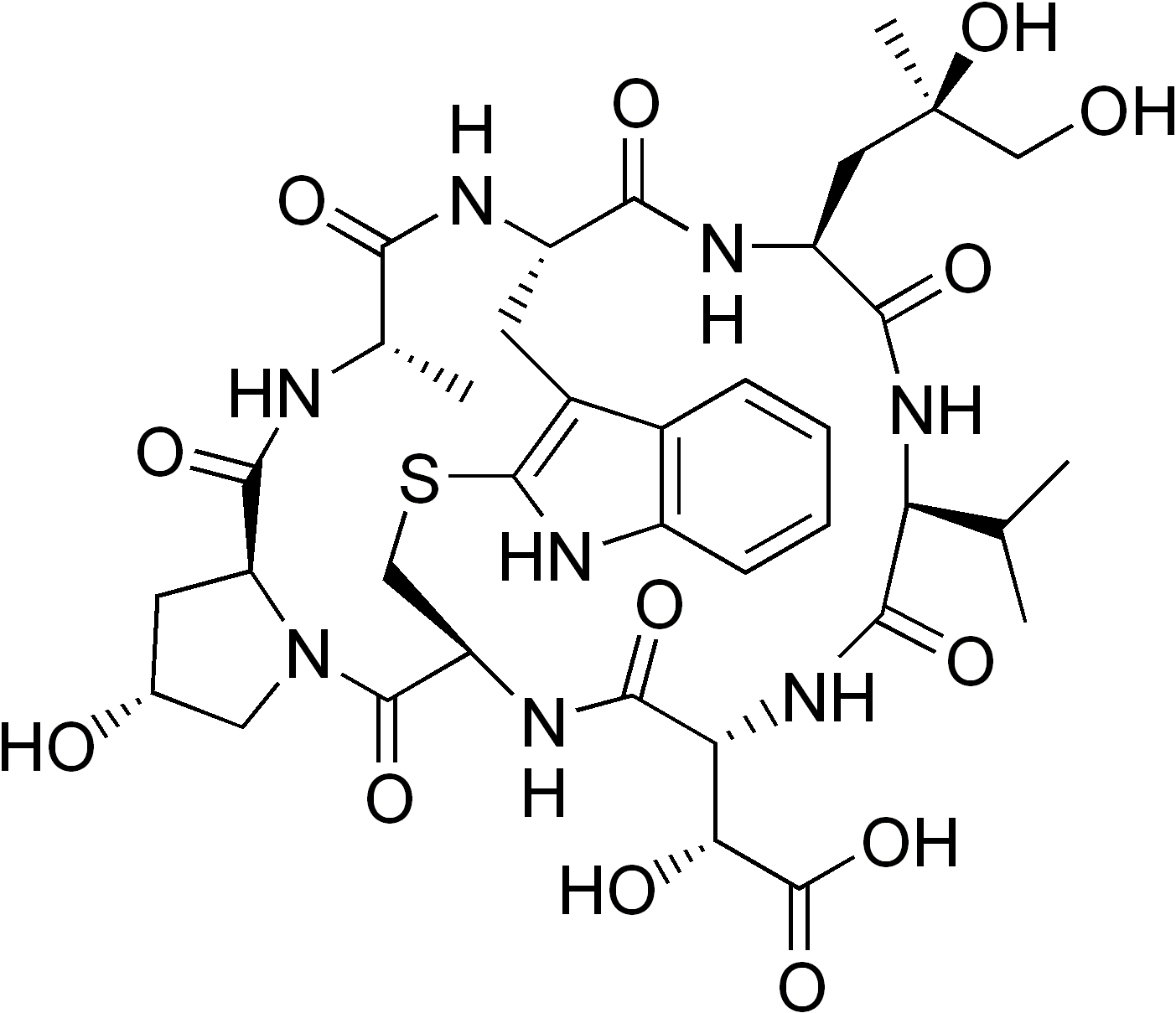
Fallacydyna
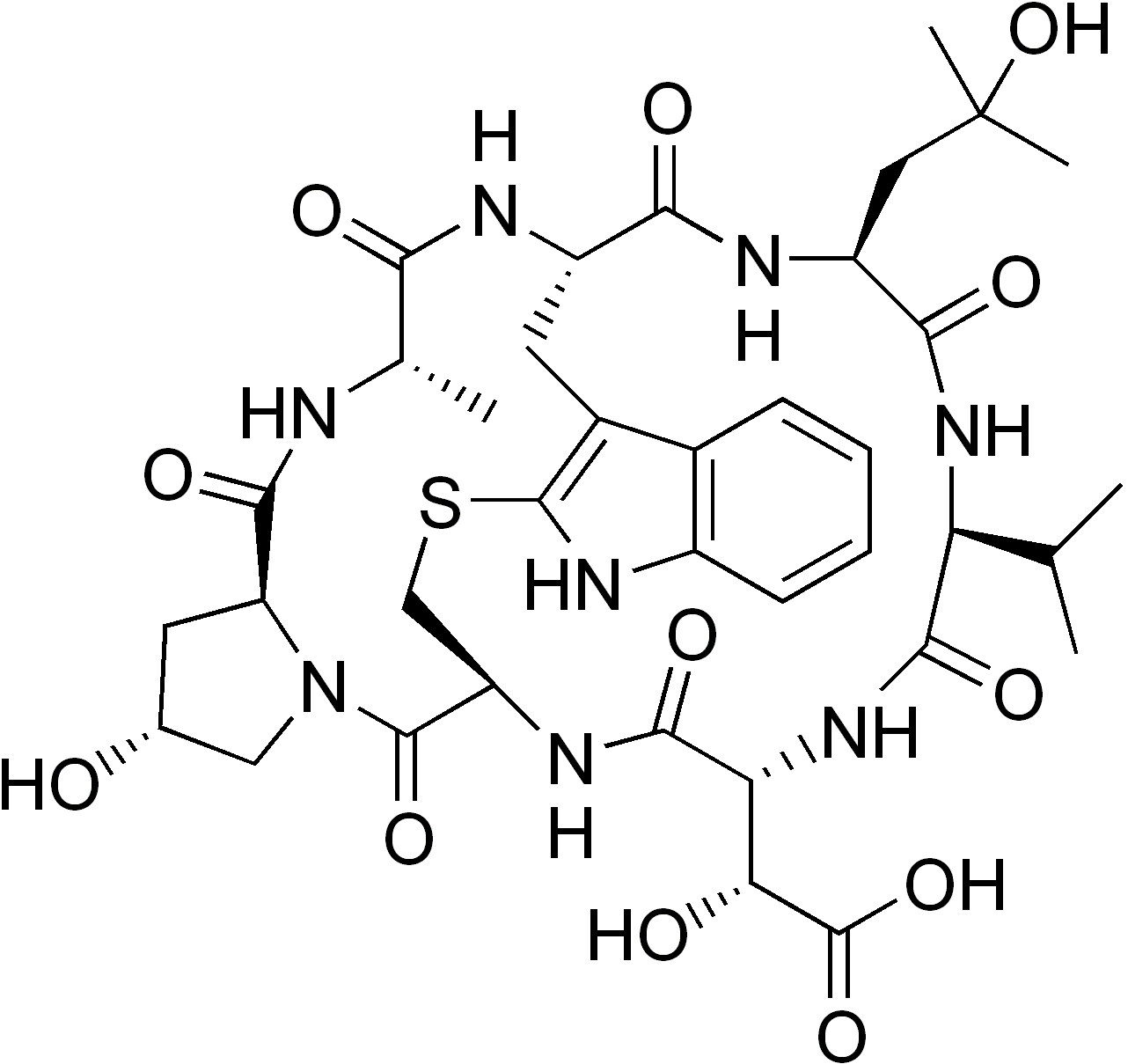
Fallacyna
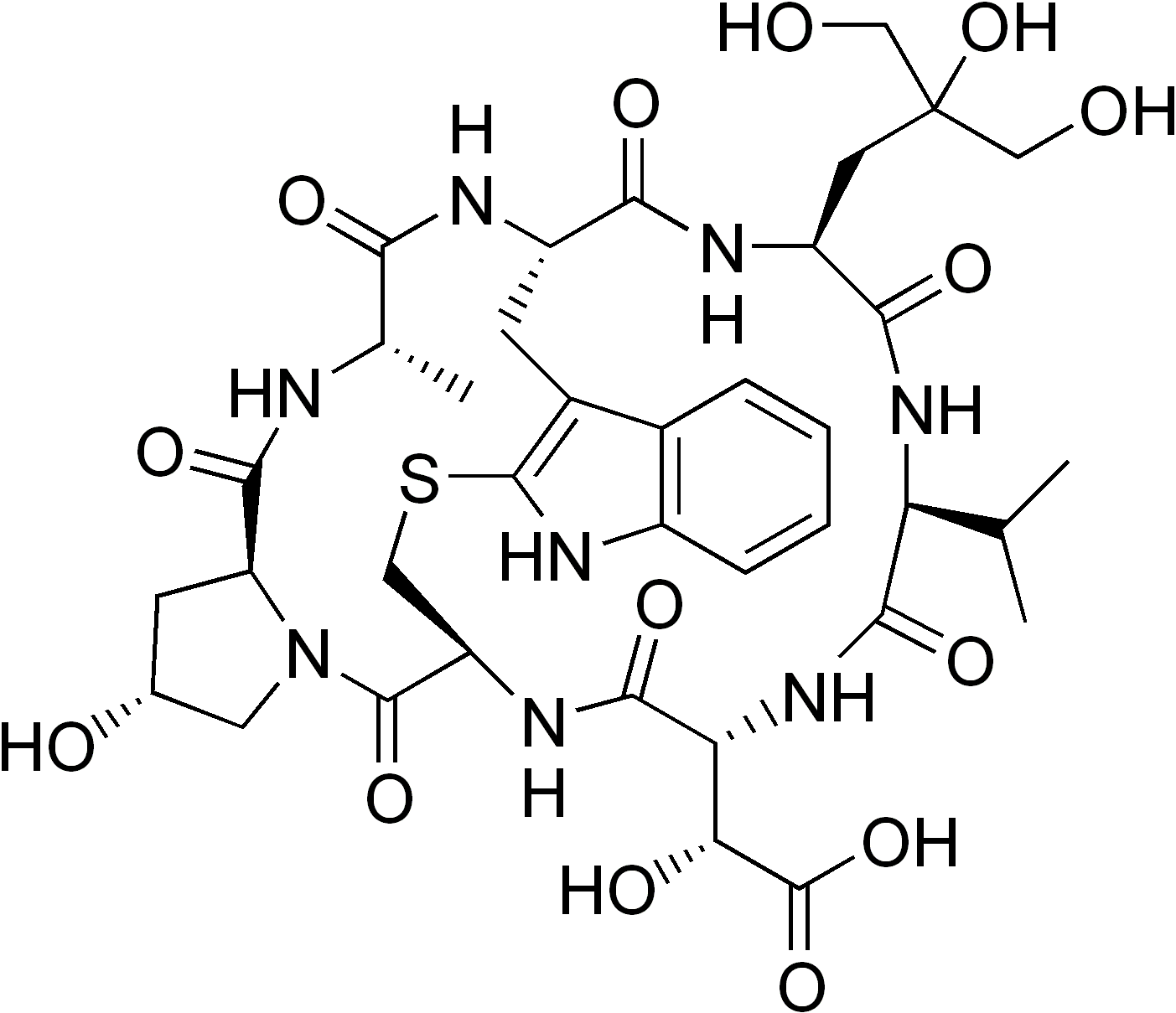
Fallizacyna